# Ferruccio Resta
Ferruccio Resta (Bergamo, 29 agosto 1968) è un ingegnere italiano, ex rettore del Politecnico di Milano ed ex Presidente della CRUI. Attualmente ricopre il ruolo di Presidente della Fondazione Politecnico di Milano, del MOST – Centro Nazionale per la Mobilità Sostenibile e della Fondazione Bruno Kessler.

## Biografia
Ferruccio Resta è un ingegnere e professore ordinario specializzato in meccanica applicata alle macchine, noto per la sua carriera accademica presso il Politecnico di Milano. Nel corso degli anni, ha ricoperto diverse posizioni accademiche di rilievo, iniziando come ricercatore di ruolo nel 1999, per poi diventare professore associato nel 2001 e ordinario nel 2004.
Durante il suo percorso accademico, ha ricoperto importanti ruoli di gestione all'interno dell'istituzione, prima come Direttore del Dipartimento di Meccanica dal 2007 al 2016 e, successivamente, come Delegato del Rettore per la Valorizzazione della Ricerca e il Trasferimento Tecnologico dal 2011 al 2016. Nel 2017 diventa Rettore del Politecnico di Milano e nel 2019 viene eletto segretario nazionale della Conferenza dei rettori delle università italiane, diventandone Presidente nel 2020.
Dal 2023, Ferruccio Resta è Presidente della Fondazione Politecnico di Milano, della Fondazione Bruno Kessler e del MOST – Centro Nazionale per la Mobilità Sostenibile.

## Cariche e attività di ricerca
Ferruccio Resta ha ricoperto ruoli di rilievo in diversi organi decisionali e istituzionali. Ha fatto parte del Consiglio di Amministrazione di Leonardo S.p.A. e della Fondazione Enel. Attualmente, è membro del Consiglio di Amministrazione di Allianz S.p.A., della Veneranda Fabbrica del Duomo, del Gruppo 24 Ore e di Fiera Milano. Riveste inoltre la carica di Componente esperto della Struttura Tecnica presso il Ministero delle Infrastrutture e dei Trasporti.
Ha svolto attività di studio nell'ambito della mobilità e delle infrastrutture, della meccatronica e del controllo delle vibrazioni, del monitoraggio e della diagnostica, della meccanica del veicolo, i sistemi energy harvesting e MEMS, l'interazione dinamica con fluido (ingegneria del vento e fluidodinamica). È titolare di dieci brevetti internazionali e autore di oltre 300 pubblicazioni scientifiche su riviste nazionali e internazionali e presentate a congressi internazionali.

## Opere
- Ferruccio Resta, Ripartire dalla conoscenza. Dalle aule svuotate dal virus alla nuova centralità dell'Università. Dialogo con Ferruccio de Bortoli, Torino, Bollati Boringhieri, 2021, ISBN 9788833938301.
- Ferruccio Resta e Giorgio Diana, Controllo dei sistemi meccanici, Milano, Polipress, 2010, ISBN 9788873980247.
- Ferruccio Resta, Fondamenti Meccanica Teorica e Applicata, Milano, McGraw Hill, 2003, ISBN 9788838668869.